# Petrusville
Petrusville ist ein Ort in der südafrikanischen Provinz Nordkap (Northern Cape). Er ist Verwaltungssitz der Gemeinde Renosterberg im Distrikt Pixley ka Seme.

## Geographie
Im Jahr 2011 hatte Petrusville 5211 Einwohner; rund 57 Prozent von ihnen zählten sich zu den Coloureds. Den Ostteil der Siedlung nimmt das Township Thembinkosi ein. Der Ort liegt in der östlichen Karoo in einer meist flachen Umgebung mit einigen Tafelbergen, rund zehn Kilometer südlich des Oranje und nahe dem Vanderkloof Dam.

## Geschichte
Um 1877 wurde Petrusville auf der Farm Rhenosterfontein gegründet, die im Jahr 1810 von Petrus Jacobus van de Walt gegründet worden war. Einen Teil des Landes hatte er später der Niederländisch-reformierten Kirche überlassen.

## Verkehr
Petrusville liegt an der Fernstraße R48, die Bloemfontein und Koffiefontein im Nordosten mit De Aar im Südwesten verbindet. Ein Flughafen liegt östlich des Ortes.